# 米仓山镇
鼓城乡，是中华人民共和国四川省广元市旺苍县下辖的一个乡镇级行政单位。

## 行政区划
鼓城乡下辖以下地区：
鼓城山社区、古城村、元山村、大坝村、关口村、跃进村和金竹村。